# Bad Fischau-Brunn
Bad Fischau-Brunn är en kommun  i Österrike. Den ligger i distriktet Wiener Neustadt-Land i förbundslandet Niederösterreich, 40 kilometer söder om huvudstaden Wien. 
Kommunen består av två orter (Ortschaften) (inom parentes invånarantal 1 januari 2024):
- Bad Fischau (2 231)
- Brunn an der Schneebergbahn (1 294)